# Zemo Gumurishi
Zemo Gumurishi (en georgiano: ზემო ღუმურიში; en abjasio: Аҩадахьтәи Ӷәымрышь) es una aldea que pertenece a la parcialmente reconocida República de Abjasia, dentro del distrito de Tkvarcheli, aunque de iure es parte del municipio de Gali de la República Autónoma de Abjasia de Georgia.

## Geografía
Zemo Gumurishi se encuentra a orillas del río Okumi, a 10 km de Gali. Las aldea se administra desde el pueblo de Gumurishi.   

## Infraestructura

### Arquitectura, monumentos y lugares de interés
En la aldea está la iglesia de Gumurishi en Sagergaio, construida en el siglo XI y reconstruida en el siglo XIX